# Ультрамариновая танагра
Ультрамариновая танагра (лат. Cyanicterus cyanicterus) — вид птиц из семейства танагровых (Thraupidae), является единственным видом рода. Обитает этот вид во влажных лесах тропической и субтропической зонах горных равнин Бразилии, Французской Гвианы, Гайаны, Суринама и Венесуэлы. Этот вид занесён в Красную книгу МСОП (Категория — LC).